# ماراثوناس
ماراثوناس (ماراثون): (باليونانية:Μαραθώνας)، (بالإنجليزية:Marathon)، مدينة يونانية ومركز لبلدية تقع في جنوب وسط البلاد وهي تقع ضمن مقاطعة آتيكا الشرقية التي تتبع إدارياً لإقليم آتيكا الإداري.

## الموقع والسكان
تقع البلدة على ارتفاع (30) متر عن مستوى سطح البحر في وسط سهل ماراثون الساحلي ذو الشكل الهلالي، وتبعد مسافة (5) كيلومتر عن ساحل خليج بيتاليون أحد تفرعات بحر إيجة الغربية.
تبعد ماراثون مسافة (34) كم عن أثينا عاصمة البلاد، ويبلغ عدد سكانها (4,300) نسمة، أما عدد سكان البلدية ككل فهو حوالي (8) آلاف نسمة (التعداد العام للسكان لعام 2001).

## التسمية
اسم البلدة مشتق من لفظ (ماراثون=μάραθον) في اللغة اليونانية وهو اسم نبات الشمرة، ويعتقد أن الإغريق القدماء أطلقوا هذه التسمية على البلدة بسبب وفرة هذا النبات في السهل والمنطقة المحيطة بها.
أما اسم البلدة هذا فقد أصبح شهيراً في كل لغات العالم بسبب إطلاقه على سباق العدو الأولمبي لمسافة طويلة الذي يعرف بسباق الماراثون أو فقط الماراثون. وهذا الأمر يعود لتاريخ الإغريق القديم بسبب معركة ماراثون التي جرت بين الجيش الـفارسي الجرار، والجيش الإغريقي قليل العدد بالقرب من البلدة في عام (490) ق.م. وفي هذه المعركة نجح الجيش الإغريقي بتحقيق انتصار كبير، وإيقاف تقدم الجيش الفارسي على الرغم من قلة عدد الجنود وتنظيمهم، ومع لحظات الانتصار الأولى تم إرسال أحد الجنود الإغريق إلى أثينا ليزف إلى سكانها خبر الانتصار البهيج، استمر هذا الجندي الذي يدعى فيديبيديس (Pheidippides) بالجري من أرض المعركة حتى وصوله إلى العاصمة صائحاً على طول الطريق بعبارة (ننيكيكامن=Nenikekamen) وتعني (نحن المنتصرون)، وتقول الأسطورة أنه عندما وصل إلى أثينا مخبراً أهلها بالانتصار خر صريعاً نتيجة التعب والإرهاق الشديدين.
اعتمد سباق الماراثون بدءاً من دورة الألعاب الأولمبية الأولى التي أقيمت في أثينا عام 1896، تخليداً لذكرى هذه الواقعة التي حمت الديمقراطية الأثينية من السقوط أمام الزحف الفارسي.

## التاريخ

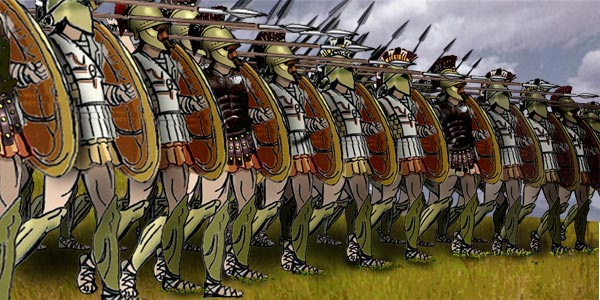
تنظيم الكتائب الإغريقية في معركة ماراثون

كانت بلدة ماراثون (Marathon) من إحدى كيانات المدينة-الدولة ذات الحجم الصغير في بلاد الإغريق القديمة، أصبحت مشهورة جداً منذ عام (490) ق.م. وحتى الآن بسبب وقوع معركة حاسمة بالقرب منها أخذت نفس اسم البلدة، وكانت جزءاً من سلسلة الحروب الإغريقية-الفارسية. كانت هذه المعركة حاسمة من ناحية أنها كانت بداية هزائم الفرس على الأرض اليونانية، على الرغم من قلة عدد الجيش الأثيني الذي واجه الجيش الفارسي الكبير.
في الفترة الـرومانية كانت بلدة مزدهرة، وولد فيها في الـقرن الثاني للميلاد الخطيب الإغريقي هيرودوس آتيكوس.
فقدت البلدة أهميتها منذ القرون الوسطى وأصبحت عبارة عن قرية زراعية آتيكية في وسط سهل ماراثون الخصب. بدأت البلدة باستعادة أهميتها تدريجياً منذ قيام الدولة اليونانية الحديثة، وأصبحت في السنوات الأخيرة مركزاً سياحياً هاماً لوفرة المناطق الطبيعية والغابات والشواطىْ الرملية بالقرب منها، ولقربها أيضاً من التجمع السكاني الكبير لأثينا.

## المعالم الأساسية

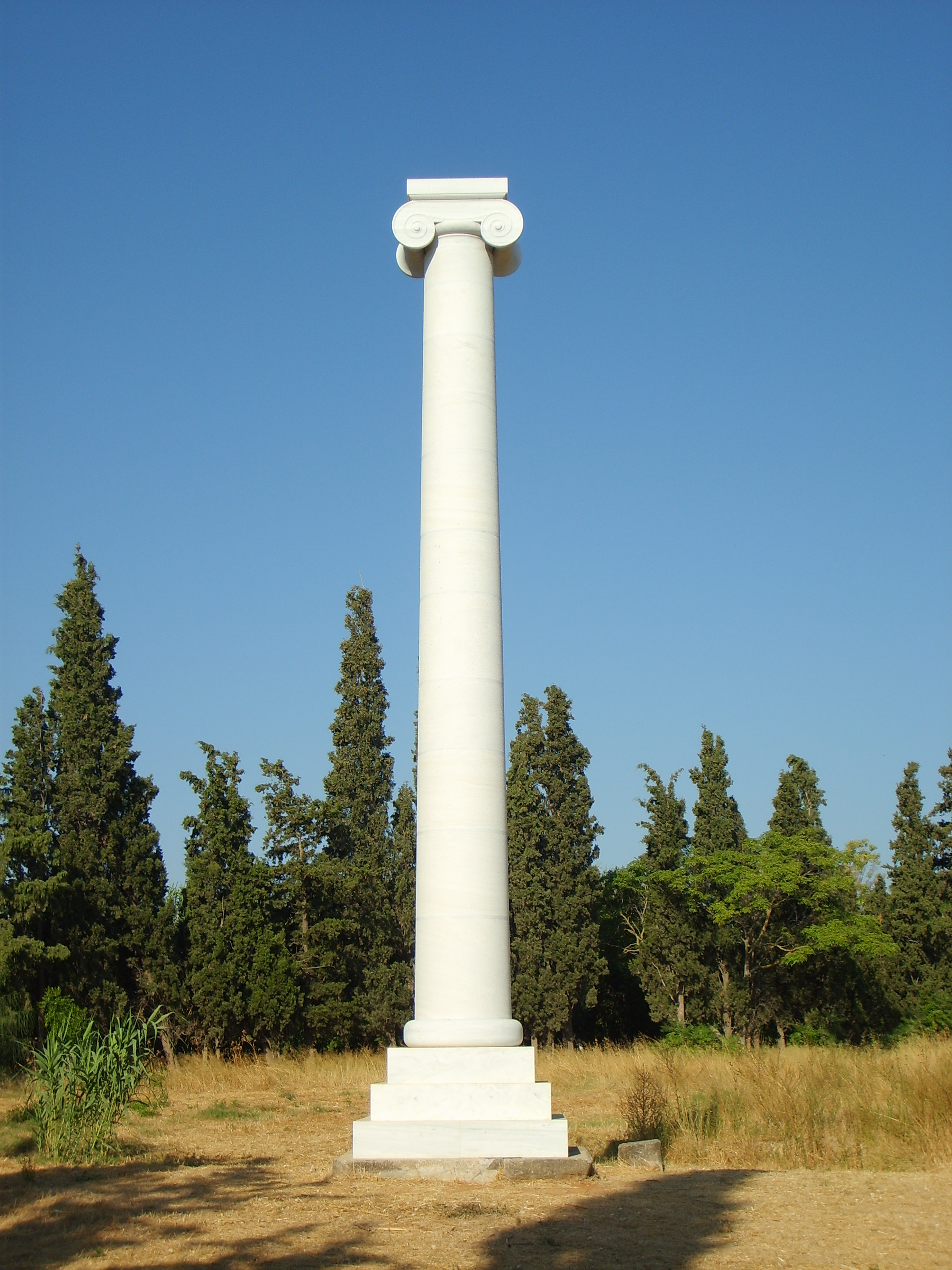
النصب التذكاري لمعركة ماراثون

تعتبر ساحة معركة ماراثون من أهم معالم البلدة وتقع إلى الجنوب تماماً منها، وتوجد هناك -رابية الأثينيين والتي تسمى سوروس (Soros) أو تيمفوس (Tymvos)، وهي مدفن على شكل هضبة صغيرة يقال أنه دفن فيها (192) مقاتل أثيني كانوا كل قتلى الجيش الإغريقي في تلك المعركة، تم إجراء حفريات أثرية في موقع المعركة على يد شليمان مكتشف طروادة، أثبتت وجود عظام متفحمة (كانت عادة الإغريق حرق جثث قتلاهم)، وأيضاً أواني فخارية تعود إلى قرون سبقت تلك المعركة.
-توجد هناك مقبرة تلية أخرى تخص قتلى الإغريق القادمين من مدينة بلاتيا.
-متحف ماراثوناس الأركيولوجي (يقع على بعد 5 ك من أرض المعركة) ويضم لقى أثرية مهمة من بلدة ماراثوناس، ساحة المعركة، والسهل المحيط بالبلدة، ومن أهم القطع الأثرية المعروضة فيه: الفخاريات التي تعود للعصر النيوليثي والفترة الهيلادية القديمة، بالإضافة إلى قطع منقوشة من بيت هيرودوس آتيكوس، النصب التذكاري لمعركة ماراثون، وأيضاً معبد بريكسيزاس المصري الغامض.
و توجد خارج المتحف بعض المقابر التي تعود للفترة الهيلادية المتوسطة.

## متفرقات
- يعتمد اقتصاد البلدة على الزراعة والسياحة، إذ يرتفع عدد سكان البلدية خلال فصل الصيف إلى حوالي (30) ألف قاطن دائم بسبب النشاط السياحي.
- بني إلى الغرب من البلدة سد وبحيرة ماراثون الصناعية، والتي تعتبر المزود الأساسي لمياه الشرب إلى أثينا وهذه البحيرة مبنية على مجرى وادي إيني (Oinoi) الذي يمر عبر سهل وبلدة ماراثوناس.

## وصلات خارجية
- موقع البلدة الرسمي